# Rasès
El Rasès (en occità, Rasés; en francès, Razès) és un Parçan o comarca d'Occitània situat al Llenguadoc. També és condierat una regió històrica formada pels territoris de l'antic comtat de Rasès. La capital és Limós (Limoux). L'antiga Rhedae estava situada no gaire lluny de Limós, potser a l'actual Les Banhs de Rènnas (Rennes-les-Bains) o més probablement Rènnas del Castèl (Rennes-le-Château).
Segons la proposta de divisió territorial d'Occitània del diari Jornalet, basada en l'obra de Frederic Zégierman Le Guide des pays de France, el Rasès estaria ubicat a la regió del Llenguadoc, subregió del Baix Llenguadoc.
Oficialment, els municipis del Rasès estan adscrits administrativament a l'Aude, situant-se al sud-oest d'aquest  departament francès.

## Història

### Període visigot
Es diu que l'origen del Rasès està en una petita vila romana, Rhedae, on un bisbe catòlic de Narbona es va retirar expulsat per un bisbe arrià. No sabem si va ser molt de temps. Als diversos concilis de Toledo apareixen repetidament els arquebisbes (bisbes de la capital d'una de les províncies visigodes) de Narbona, sempre arrians. Amb el regnat de Recared (686-701) ja es va retornar l'oficialitat a la religió catòlica, de manera que abans de l'any 600 ja no hi devia haver bisbe a Rhedae, i probablement molt abans tampoc.

### L'últim rei visigot i la conquesta musulmana
El 714 el rei visigot Àquila, que estava a Damasc, enlluernat pel califa, renuncia a la corona juntament amb els seus tres fills Olmund, Ardabast i Àquila. Aquest és el títol jurídic del domini musulmà a Hispània. Es va crear el valiat d'Híspalis (Sevilla), que després es va traslladar a Còrdova. Els musulmans, que fins llavors s'hi estaven com a aliats, esdevindran els sobirans del país. La notícia es devia saber a la Tarraconense oriental i a la Septimània, que era on més suport tenia el rei Àquila I, el mateix 714. Mentre a la Cartaginense, la Bètica i la Lusitània els àrabs i amazics ja hi havien posat peu, allí encara no. Els magnats gots de la zona, i de ben segur molts altres fugits d'altres zones, van elegir un dels seus, Ardó, quasi amb seguretat oposat a la política d'Aquila I, i amic dels francs.
Abd-al-Aziz ibn Mussa ibn Nussayr no havia ocupat aquelles regions perquè eren aliades. Però el 715, en conèixer l'elecció d'Ardó, segurament va decidir fer-ho. Però va ser assassinat a la primavera de l'any següent abans de l'inici de la campanya anual. El valí d'Ifríqiya, de qui depenia el valí d'Hispània, no va enviar el seu successor al-Hurr fins a la tardor del 716. Va ser aquest valí qui va fixar la capital a Còrdova. Quan el 717 es va iniciar la campanya, molts magnats gots de la Tarraconense es van sotmetre voluntàriament, cosa que va permetre al valí pujar per l'Ebre i sotmetre altres ciutats com Pamplona. L'historiador al-Maqqari diu que al-Hurr va conquerir Bàrcino, a l'orient del país. I també esmenta que va ser ell qui va atacar i destruir Tàrraco, cosa que obligà a fugir el bisbe sant Pròsper i els seus companys clergues cap a Itàlia. Això devia passar cap al 718. Així doncs, els seguidors d'Ardó, o simplement els que s'oposaven als musulmans, molts dels quals gots però també hispanoromans, fugiren cap a Septimània i cap al regne dels francs (pels àrabs, Ifranj), on se’ls esmenta com a refugiats hispani o, simplement, els Hispani.
A la primavera del 719 al-Hurr va ser substituït i va ocupar el càrrec al-Sahm al-Malik, enviat directament pel califa Sulayman, que va acabar decidint l'annexió de totes les terres en altre temps visigodes al califat. Fou segurament al-Sahm qui va creuar per primera vegada els Pirineus al 719, en què la campanya militar anual va començar tard. Narbona, emmurallada, resisteix, però el perill s'intueix. Al-Sahm no se'n torna, sinó que espera a la mateixa Septimània fins que passi l'hivern. Les principals fortaleses de la zona eren Rhedae i Carcassona, que protegia dels francs el sector oriental de la Septimània. Ambdues devien estar prou ben emmurallades per resistir un atac. Abans de la tornada dels musulmans, l'arquebisbe de Narbona, i primera autoritat religiosa del que queda de regne visigot, fuig de la seva seu i es refugia a Rhedae. Potser l'hi acompanya Ardó. Just a temps, perquè ben poc després, al 720, Narbona va ser presa per al-Sahm i els defensors passats a ganivet, i hi va establir una guarnició escollida. Besiers, Lodeva, Agde i Magalona es van sotmetre o van ser preses les setmanes següents. Però Nimes va resistir. El 721, al-Sahm va sortir de Narbona cap a Carcassona. Rhedae li quedava al sud, però no s'hi va acostar. Les muralles de Carcassona oferien la perspectiva d'una llarga resistència i el valí buscava conquestes o botí, o potser va tenir notícies que el duc Odó o Eudes d'Aquitània preparava un exèrcit per combatre'l. El cert és que va deixar Carcassona i va avançar fins a Tolosa, que pertanyia al regne dels francs. Després d'un setge d'uns dos mesos almenys, va assaltar la ciutat el juny, però es creu que justament en aquell moment varen arribar les forces militars reunides per Odó, que el van derrotar, i va morir al combat (10 de juny del 721). En el lloc dels fets els soldats van proclamar valí Abd-ar-Rahman ibn Abd-Al·lah al-Ghafiqí, interí lògicament, però que després va ser reconegut pel seu superior, el valí d'Ifríqiya, Bixr ibn Safwan, qui va aconseguir una retirada digna cap a Narbona a pesar que la ruta estava tallada per la fortalesa de Carcassona i, més al sud, per la de Rhedae. Després es van plantejar qüestions polítiques que no són del cas aquí, però que van tallar tota iniciativa militar i van afavorir la continuïtat de poders locals autònoms, segurament dirigits per comtes, a Carcassona, Rhedae i Nimes. Si Ardó encara era viu, el seu regne s'havia reduït a aquests tres comtats.
Poc després es va nomenar un valí definitiu, càrrec que va recaure en Ànbassa ibn Suhaym al-Kalbí (agost del 722), qui durant tres anys seguits (722, 723 i 724) va enviar els seus exèrcits, manats per subalterns (al començament potser el mateix valí interí sortint Abd-ar-Rahman al-Ghafiqí), a la Septimània, però sense poder sotmetre Carcassona o Nimes. Sembla que els musulmans es preocupaven només d'obtenir botí, però en canvi conquistar una vila emmurallada requeria esforços i sacrificis. També en aquest temps hi va haver conflictes polítics derivats de la mort del califa Yazid I, i la successió del seu germà Hixam I. Finalment, el 725, Ànbassa va assumir personalment el comandament i, sortint des de Narbona, es dirigí a Carcassona i la va rendir. La ciutat va obtenir un pacte de capitulació dels de tipus Ahd, en què es deia que la meitat dels districtes de la ciutat passaven als musulmans, que s'hi establirien, si bé el comte got conservaria les seves funcions. Caiguda Carcassona, és molt probable que Rhedae se sotmetés també, però no en queda constància. El que sí que se sap és que immediatament Ànbassa es va dirigir a l'altra punta de la Septimània, va sotmetre Nimes i la va obligar a signar un pacte de capitulació també de tipus Ahd. Milers de refugiats hispani van passar al regne dels francs. Des del seu nomenament, Ànbassa havia doblat els impostos als cristians i ordenat confiscacions als jueus, i amb això havia provocat revoltes aïllades en altres punts de l'antic regne visigot. El 726, Ànbassa va tornar a atacar Ifranj, però va morir en el combat i el va succeir Yahya al-Kalbí, qui, per ordre del califa mateix, va reconèixer les injustícies d'Ànbassa amb relació a la recaptació d'impostos i a les confiscacions, i va tornar a la situació anterior al 722, i fins i tot va retornar allò percebut o confiscat indegudament. Però sembla que la llavor de la rebel·lia ja estava posada, perquè el 722 es revolta un grup petit a Astúries, i poques setmanes després se li uneix el dux Pedro de Cantàbria i els seus muntanyesos; el 723 es revoltaren els vascons, i el 724 la regió aragonesa.

### Rasès, comtat del regne dels francs
Vegeu Comtat de Rasès